# خاستگاه‌شناسی
خاستگاه‌شناسی (انگلیسی: Prosopography) شامل بررسی ویژگی‌های مشترک گروهی از افراد است که زندگی‌نامهٔ فردی آن‌ها ممکن است تا حد زیادی غیرقابل ردیابی باشد. افراد مورد پژوهش با استفاده از مطالعهٔ جمعی بر روی زندگی آن‌ها، در تحلیل چندین خط شغلی، تجزیه و تحلیل می‌شوند. این رشته یکی از علوم کمکی تاریخ محسوب می‌شود.

## تاریخچه
لارنس استون (۱۹۱۹–۱۹۹۹)، مورخ بریتانیایی، این واژه را در مقاله‌ای توصیفی در سال ۱۹۷۱ مورد توجه عموم قرار داد؛ اگرچه که این واژه در اوایل سال ۱۸۹۷ با انتشار خاستگاه‌شناسی امپراتوری رومانی توسط محققان آلمانی مورد استفاده قرار گرفت. این واژه از شکل پروسوپوپوئیا در بلاغت کلاسیک، معرفی شده توسط کوئینتیلی‌ها، برگرفته شده‌است، که در آن یک فرد غایب یا تصور شده، در قالب کلماتی و به شکلی که گویی حضور فیزیکی دارد، به تصویر کشیده شده‌است —یا «چهرهٔ او خلق شده‌است»؛ آن‌طور که یونانی‌ها به آن اشاره کرده‌اند.
استون به دو کاربرد خاستگاه‌شناسی به‌عنوان ابزار مورخان اشاره کرده‌است: اول، در کشف علایق و ارتباطات عمیق‌تر در زیر بلاغت سطحی سیاست، به‌منظور بررسی ساختار دستگاه سیاسی؛ و دوم، در تجزیه و تحلیل نقش در حال تغییر در جامعهٔ گروه‌های دارای وضعیت خاص—دارندگان مناصب، اعضای انجمن‌ها—و ارزیابی تحرک اجتماعی از طریق خاستگاه خانوادگی و ارتباطات اجتماعی افراد استخدام‌شده برای آن مناصب یا انجمن‌ها. استون همچنین دریافته است که «این ابزار، که به‌عنوان ابزاری برای تاریخ سیاسی اختراع شده، اکنون به‌طور فزاینده‌ای توسط مورخان اجتماعی به کار گرفته می‌شود».